# Myzorne queue-de-feu
Myzornis pyrrhoura
Genre
Espèce
Statut de conservation UICN

 LC  : Préoccupation mineure
Le Myzorne queue-de-feu (Myzornis pyrrhoura) est une espèce d'oiseaux de la famille des Paradoxornithidae, l'unique représentant du genre Myzornis.
Son aire discontinue s'étend à travers la moitié Est de l'Himalaya.